# Novokuznețk
Novokuznețk (rusă Новокузнецк) este un oraș din Regiunea Kemerovo, Federația Rusă cu o populație de 550,1 mii locuitori.

## Orașe înfrățite
- Dallas, Statele Unite
- Nijni Taghil, Rusia
- Pittsburgh, Statele Unite
- Zaporijjea, Ucraina
- Birmingham, Anglia

## Personalități
- Alexandru Cerdanțev (n. 1931), arhitect
- Elena Avdekova (n. 1989), handbalistă